# Henryk Nitra
Henryk Nitra (18. června 1891 Soběšovice – 30. srpna 1948 Těšín) byl polský sochař a malíř, průkopník umění v Těšínském Slezsku

## Životopis
Narodil se v Soběšovicích v chudé rolnické rodině Filipa a Joanny, rozené Palarczykowa. Po ukončení lidové školy učil se u truhláře Jana Gawlase ve Frýdku a následně se vzdělával na třední sochařské škole ve Valašském Meziřičí jako jediný Polák, který absolvoval tuto školu. Odešel do Mnichova, kde se pokusil studovat malbu a sochařství. Po roce musel kvůli nedostatku zdrojů na obživu studia opustit . Po krátkém pobytu doma odešel do Vídně a znovu se pokusil o další vzdělání v sochařství a malbě. Bohužel, nedostatek finančních prostředků znovu přinutil mladého Henryka k návratu. Posledním pokusem o ukončení studia v zahraničí byl krátkodobý pobyt v Legnici na Dolním Slezsku, kde studoval pod vedením prof. Boeskla. Když vypukla první světová válka, byl odvelen k jednotce, jejímž úkolem bylo stavět hřbitovy a náhrobky pro padlé vojáky v Krakově a okolí. V letech 1914–15 se podílel na výstavbě „Památníku na kopci Kaim“, připomínajícím bitvu, kterou v prosinci 1914 během první světové války vybojovalo rakousko-uherský vojsko bránící Krakov proti carské armádě.
Po válce se usadil v Żermanicích na malé farmě a oženil se s Jadwigou rozenou Mikołajczyk. V letech 1920–1922 pobýval v Krakově na Akademii výtvarných umění u prof. Konstantyna Laszczki. Svá studia doplnil w Berlíně a Poznani. Poté, co se vrátil do Żermanic aotevřel svou dílnu, kterou následně přestěhoval do sousedních Horních Bludovic na malé hospodářství. Tvořil díla s různou tematikou ale hlavně sochy lidí z jeho okolí – horníků, hutníků, rolníků, horalů a těch, kteří žili v jeho okolí. Se sochami putoval po Těšínském Slezsku a levně je prodával. Jeho sochy lze dnes nalézt v mnoha soukromých domech. Podnětem pro další práci se mu staly kladné ohlasy na jeho obraz „Wawel“, který poslal na polskou uměleckou výstavu do Chicaga (1921). V roce 1929 se zúčastnil první polské národní výstavy Poláků žijících v Československu v Českém Těšíně. Ve stejném roce se jeho díla objevila na Národní výstavě v Poznani a získala zde velmi příznivá hodnocení. To povzbudilo umělce a svá díla představil na dalších výstavách v Ostravě, Katovicích, Karviné a Fryštátě kde získal zlatou medaili. V roce 1936 se zúčastnil národní výstavy v Krakově. V období před druhou světovou válkou byl aktivním spoluzakladatelem Polského literárního a uměleckého sdružení v Československu a byl členem jeho představenstva.
Druhá světová válka přivedla Nitru do Lvova, poté se uchylil do Krakova . Na chléb si vydělával ve skladech dřeva nebo jako natěrač. Nezapomněl na umění – příležitostně maloval a tak si přivydělával. Po válce se vrátil do rodného kraje, a jelikož mu úřady nedovolily návrat do rodinného domu, usadil se v Těšíně. Usilovně se snažil oživit kulturní život města, byl předsedou Sekce amatérských umělců při hlavním výboru Matice Těšínska, byl prvním prezidentem delegace Asociace polských umělců v Těšíně. Zorganizoval dvě výstavy v Těšíně a ve Visle, zúčastnil se výstavy polských malířů v Českém Těšíně. Přes veškerou snahu se mu nedařilo prodávat dražší obrazy a proto měl trvalé materiální problémy. I když mu zdraví nesloužilo měl hodně plánů a navzdory své nemoci byl velmi aktivní. Jak uvedl Gustaw Morcinek – Henryk Nitra byl „typický slezský selfmademan, který se prodíral lokty životem, za vše čeho dosáhl vděčí jenom sobě. Dne 30. srpna 1948 Henryk Nitra náhle zemřel. Byl pohřben na komunálním hřbitově v Těšíně.

## Tvorba
Zatímco život Henryka Nitry je příkladem tvrdého osudu umělce pocházejícího z chudých vrstev obyvatelstva, jeho celoživotní tvorba a aktivita v uměleckém prostředí Těšinského Slezska byla velmi bohatá. Kromě realistických soch, bust a reliéfů, jeho „specialitou“ byly triptychy ilustrující každodenní těžkosti života lidí v této zemi, snažící se v pokoře a dřině získat svůj kus chleba. Miloval svůj rodný kraj a ukazoval jej v akvarelu a olejomalbě. Nitra byl také tvůrcem fragmentů kostelní výzdoby. Vytvářel sochy, nábytek a církevní vybavení. Nativní akcenty lze nalézt v dílech náboženského obsahu, jako jsou sochy Krista, Z trhu, Horníci, Piják, Zbojníci, Havíř nebo basreliéfy Slezská Madona, Paweł Stalmach, Jan Kbisz a poslanec Tadeusz Reger, Žně, Klánění v Betlému. K jeho tvorbě patří také oltáře v evangelické kapli na Šumbarku evangelickém kostele v Orlové a Na Nivach v Českém Těšíně.

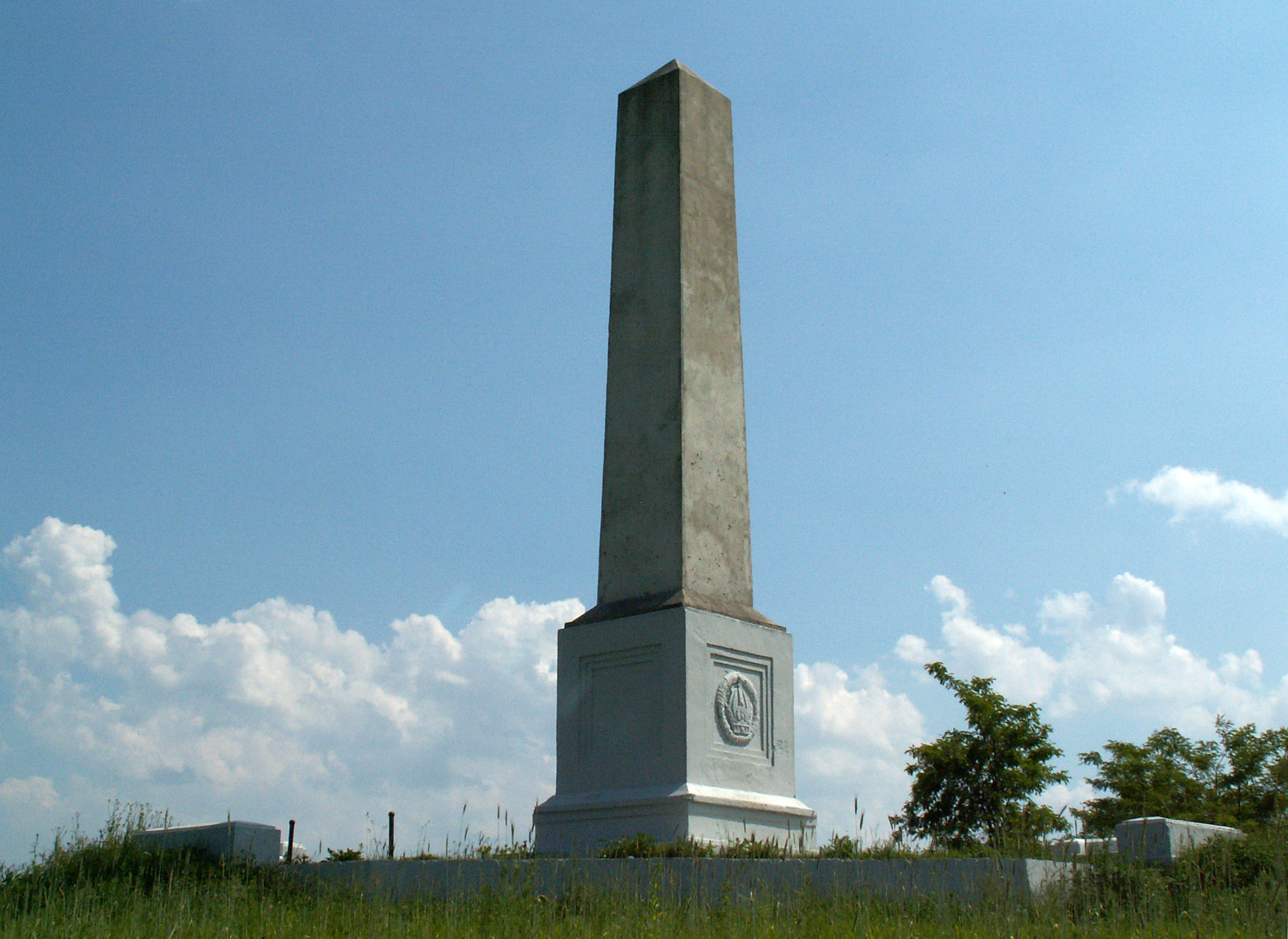
Obelisk na vrchu Kaim
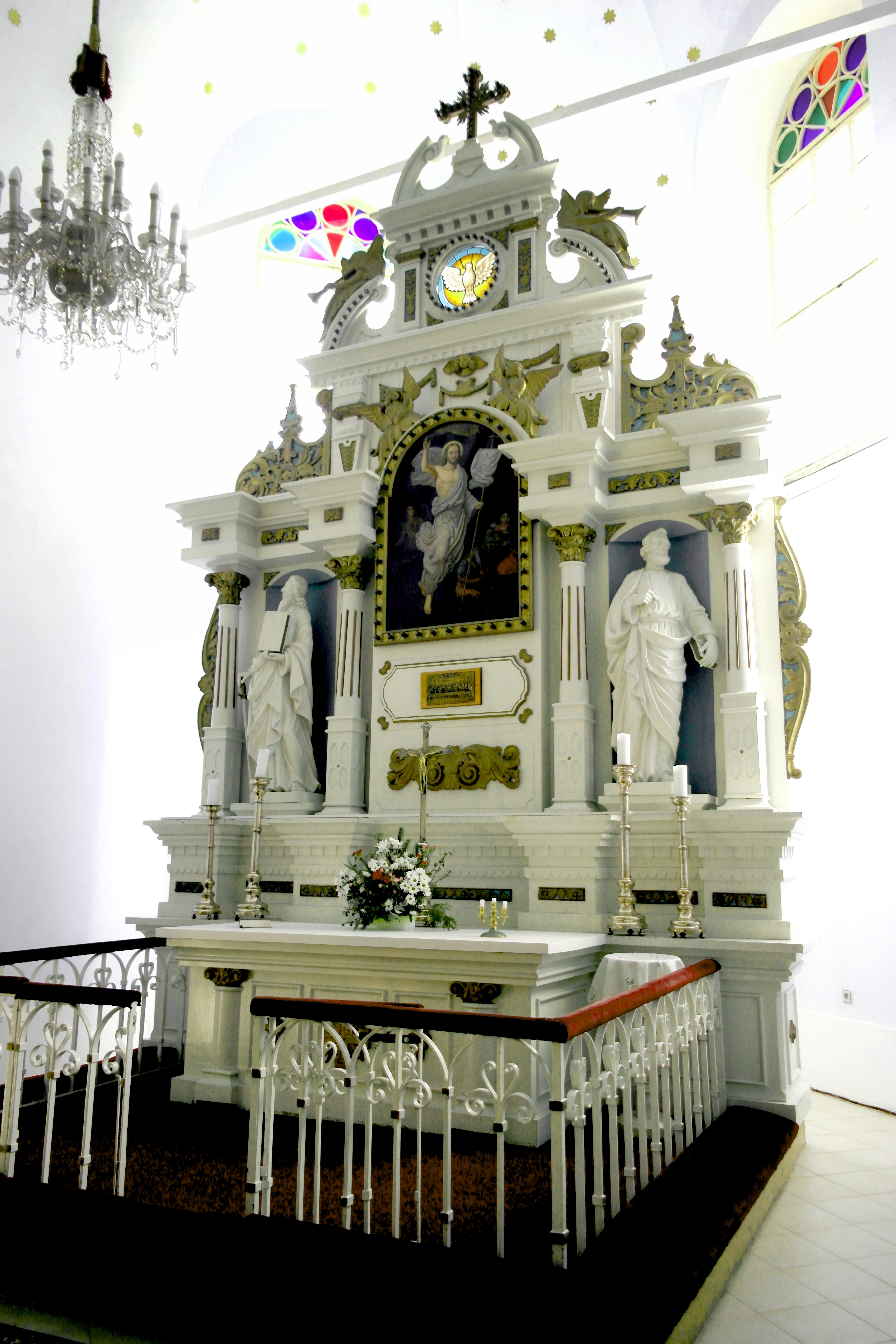
Oltář v ev. kostele v Orlové
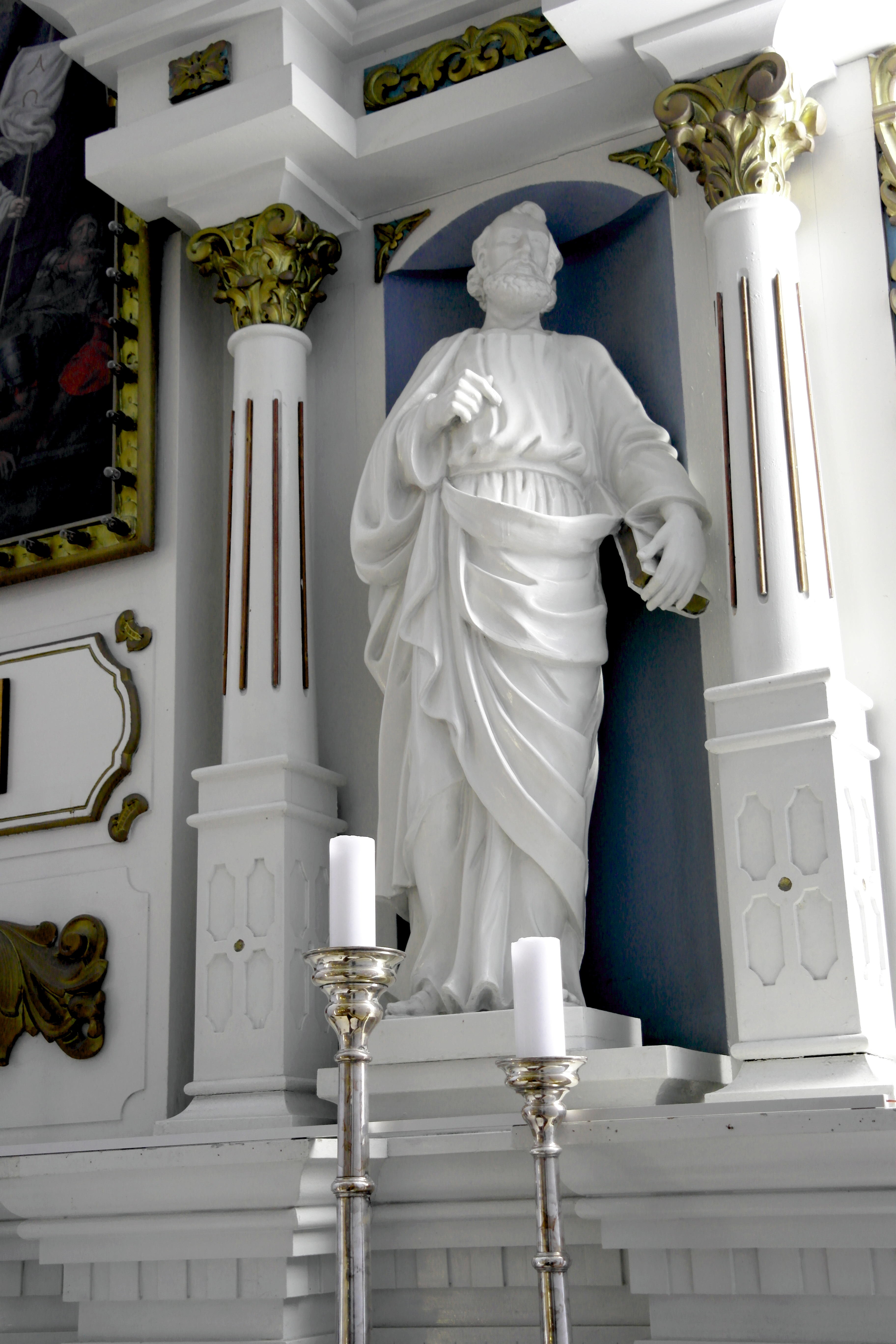
Detail oltáře v ev. kostele v Orlové
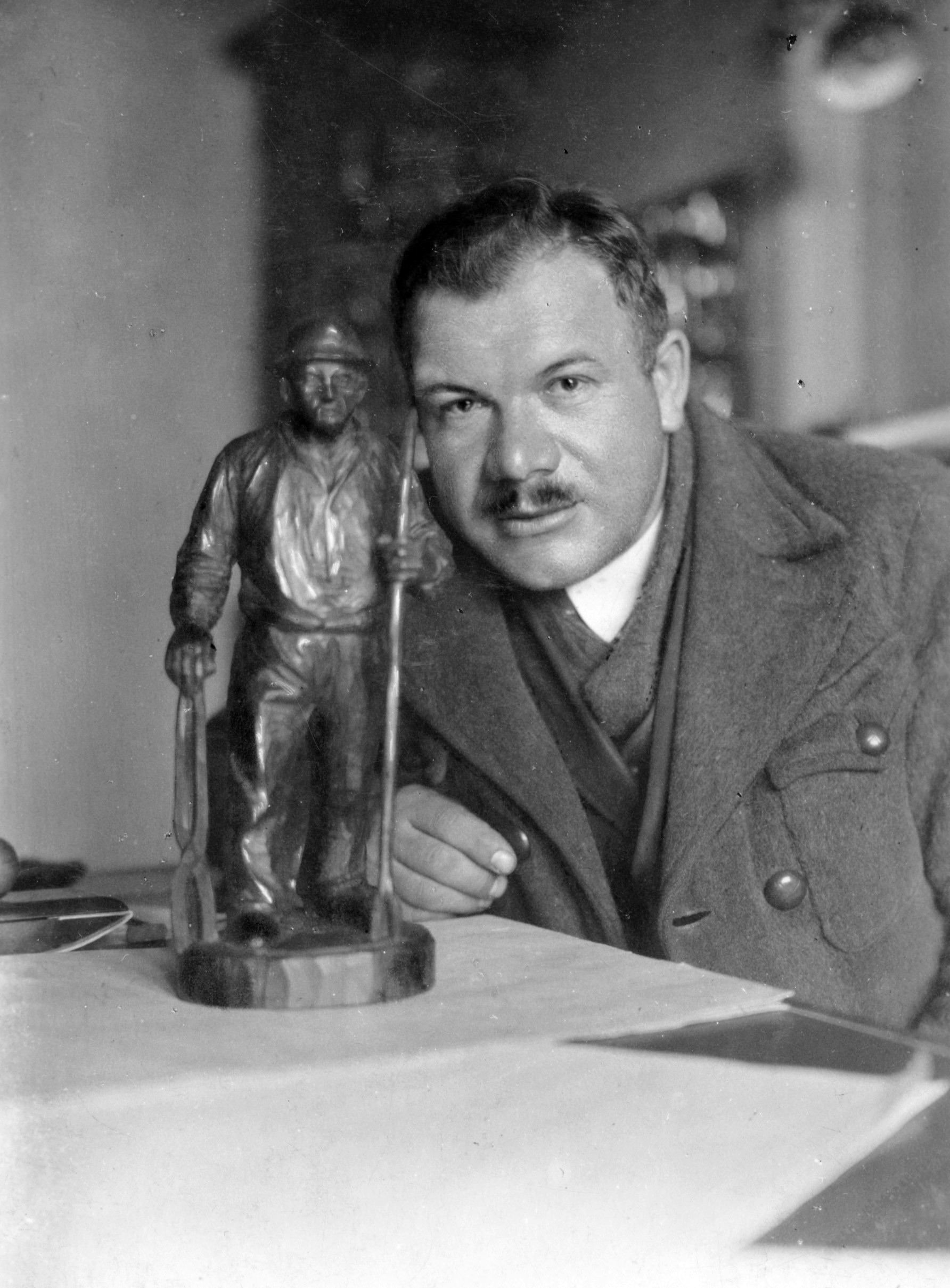
H.Nitra
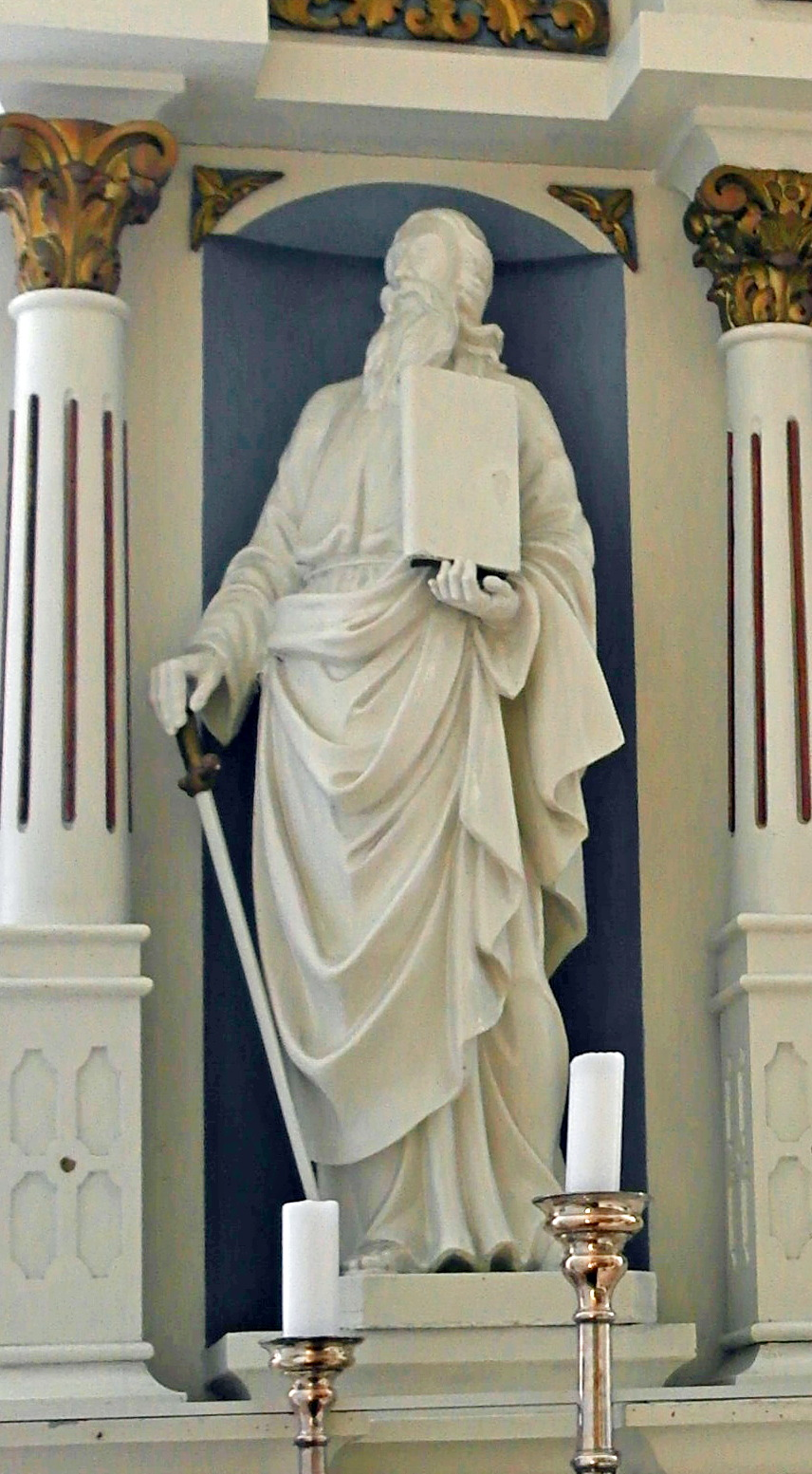
Detail oltáře v Orlové
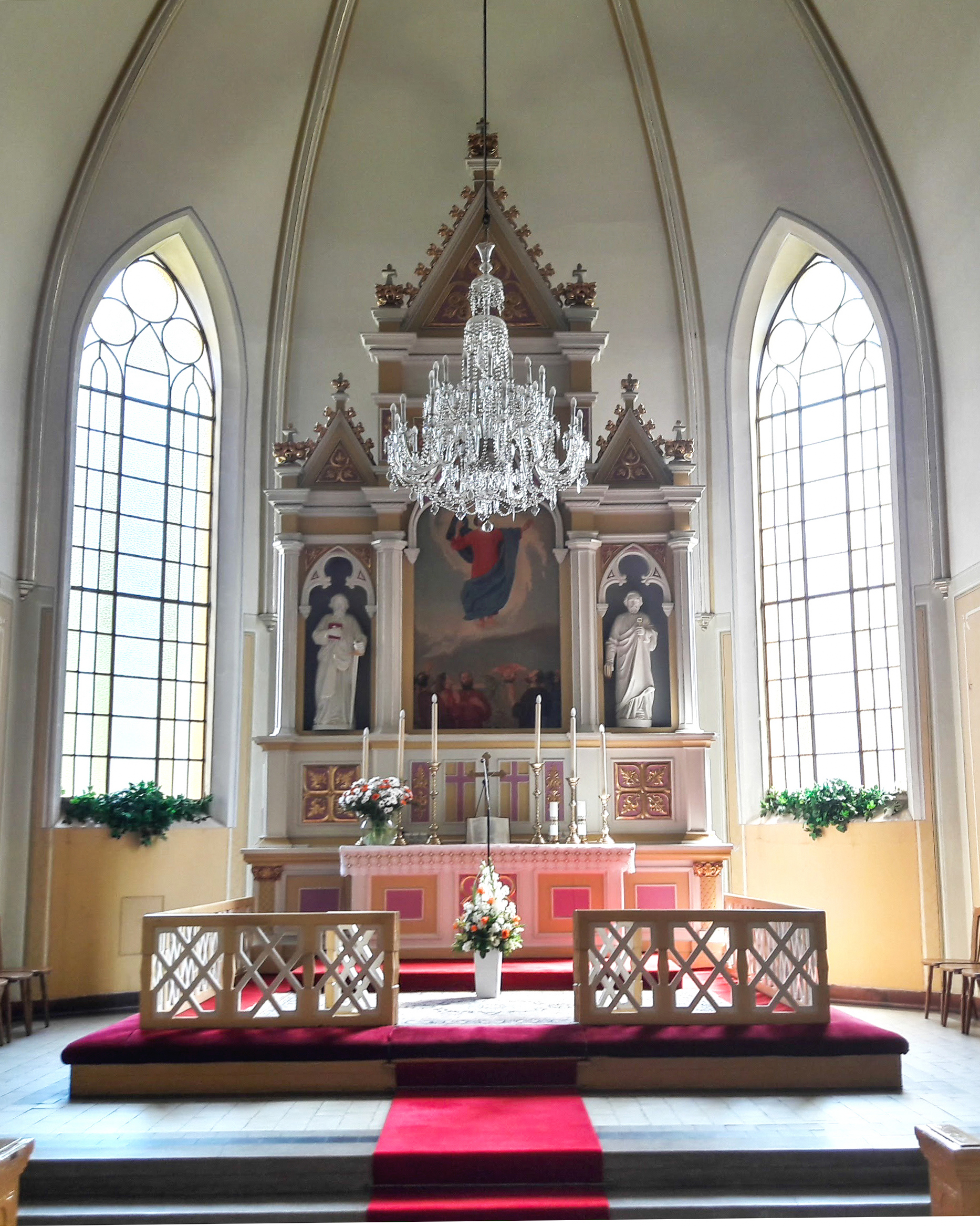
Oltář v ev.kostele Na Nivách v Č.Těšíně